# Elaeocarpus glabripetalus
Elaeocarpus glabripetalus är en tvåhjärtbladig växtart som beskrevs av Elmer Drew Merrill. Elaeocarpus glabripetalus ingår i släktet Elaeocarpus och familjen Elaeocarpaceae.

## Underarter
Arten delas in i följande underarter:
- E. g. alatus
- E. g. grandifructus